# Union marocaine pour la démocratie
L'Union marocaine pour la démocratie (UMD) est un parti politique marocain né en 2006 d'une scission de l'Union constitutionnelle.  Il est créé par l'ancien ministre de la Culture dans le gouvernement Filali II, Abdellah Azmani.
Lors des élections législatives de 2011, le parti n'a obtenu aucun siège à la Chambre des représentants.

## Histoire
Le 5 mai 2012, lors de la tenue du premier congrès national du parti, Jamal El Mendri est élu secrétaire général de l'UMD, en remplacement de Abdellah Azmani, qui occupait ce poste depuis la création du parti en juillet 2006.

## Participation et résultats aux élections
Lors de sa participation aux élections législatives de 2007, le parti a obtenu 2 sièges à la chambre basse marocaine. Au scrutin de 2011, l'UMD n'a obtenu aucun siège.